# Theope folia
Theope folia är en fjärilsart som beskrevs av Frederick DuCane Godman och Osbert Salvin 1886. Theope folia ingår i släktet Theope och familjen Riodinidae. Inga underarter finns listade i Catalogue of Life.